# Giovanni Volpato
Giovanni Volpato, né à Bassano del Grappa en 1735 et mort à Rome en 1803, est un graveur italien qui était également entrepreneur (manufacture de figurines de porcelaine) et marchand d'antiquités à la suite des premières fouilles archéologiques à Rome.

## Biographie

### Jeunesse et formation
C'est sa mère, brodeuse qui initie Giovanni au monde des arts avant qu'il ne suive l'enseignement de Giovambattista Remondini. C'est ensuite Joseph Wagner et Francesco Bartolozzi, qui  à Venise, le forment à l'art de la gravure. Il réalise plusieurs estampes d'après des œuvres de Francesco Maggiotto, Jacopo Amigoni, Francesco Zuccarelli, Filippo Ricci et d'autres.

### Carrière
Il travaille quelque temps pour le duc de Parme, jusqu'à ce que l'une de ses plaques sur le monument funéraire de Francesco Algarotti à Pise n'attire l'attention sur son œuvre. Son protecteur, l'ambassadeur, Girolamo Zulian, en 1771, lui recommande de s'installer à Rome, où il devient célèbre pour ses gravures des Loggie et des Stanze de Raphael. Il fonde également une fabrique de porcelaine (biscuit) qui produit des répliques d'œuvres greco-romaines qui sont alors en vogue en Italie. En 1779, il s'associe avec le peintre suisse Abraham-Louis-Rodolphe Ducros pour une série de vues de Rome et de ses environs, eaux-fortes de grand format qui jouissent d'une grande notoriété auprès des voyageurs du Grand Tour. Il travaille aussi pour Gavin Hamilton, gravant des plaques pour sa Schola Itálica Picturae ; puis il réalise pour le Vatican une série de gravures qui présentent des vues internes du Museo Pio Clementino en association avec le peintre suisse Abraham Louis Rodolphe Ducros. Volpato initie à Rome une école de gravure qui attire d'excellents artistes, parmi eux on compte son beau-fils, Raffaelo Morghen ou Giovanni Folo. Giovanni Volpato meurt à Rome en 1803.

## Élèves
- Francesco Piranesi
- Pietro Bonato
- Angelo Campanella

## Galerie

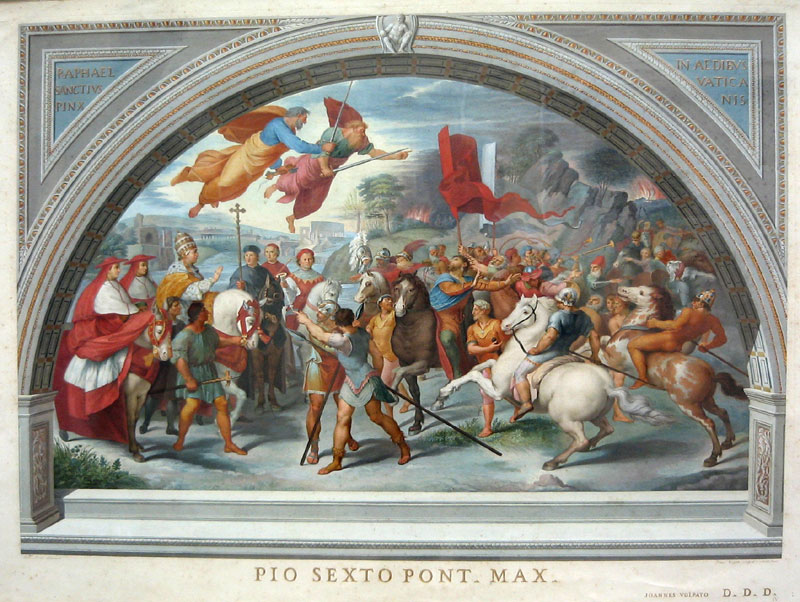
Leone e Atilla, gravure d'après Raphaël (vers 1800).
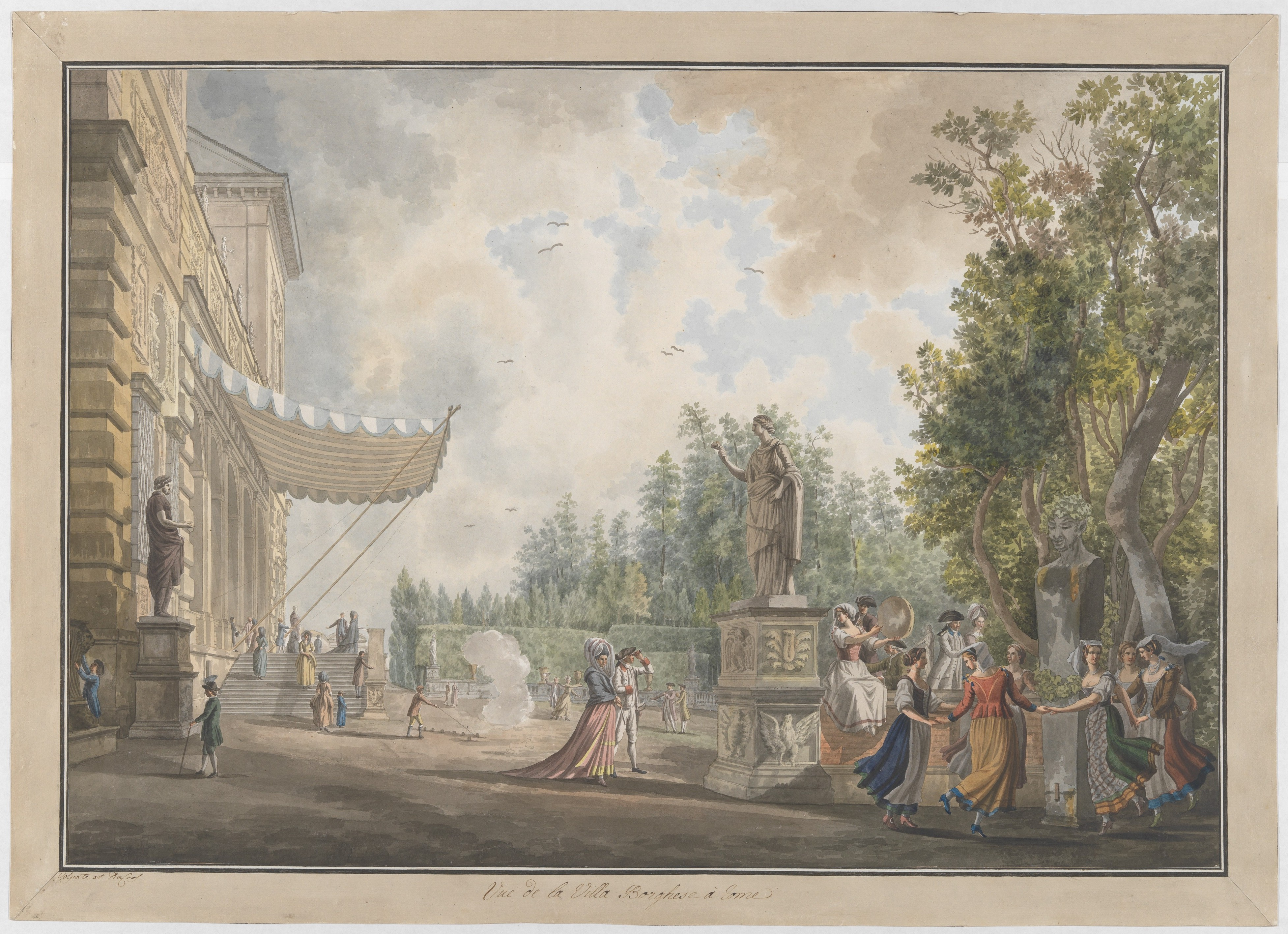
Palazzina Borghese (Rome), eau-forte de Volpato aquarellée par Abraham-Louis-Rodolphe Ducros (vers 1780).